# Tropariovo (métro de Moscou)
Tropariovo (en russe : Тропарёво et en anglais : Troparyovo), est une station de la ligne Sokolnitcheskaïa (ligne 1 rouge) du métro de Moscou, située à l'intersection des perspectives Lénine et Vernadski et des rues Ostrovitianova et Akademika Bakouleva, sur le territoire du raïon Troparevo-Nikoulino dans le district administratif ouest de Moscou.
Elle est mise en service en 2014 lors de l'ouverture du prolongement de la ligne Iougo-Zapadnaïa à Tropariovo, qui devient le terminus de la ligne jusqu'à l'ouverture du prolongement suivant en 2016.
La station est ouverte tous les jours aux heures de circulation du métro.

## Situation sur le réseau
Établie en souterrain, à 12 mètres au-dessous du niveau du sol, la station Tropariovo est située au point 0167+35 de la ligne Sokolnitcheskaïa (ligne 1 rouge), entre les stations Iougo-Zapadnaïa (en direction de Boulvar Rokossovskogo) et Roumiantsevo (en direction de Salarievo).

## Histoire
La station Tropariovo est mise en service le 8 décembre 2014, lors de l'ouverture à l'exploitation du tronçon, long de 2,1 km, venant de la station précédente Iougo-Zapadnaïa.
C'est une station à voute peu profonde, avec un quai central encadré par les deux voies de la ligne, conçue et réalisée par les architectes A.I. Tarassov, N.D. Deïev et D.J. Poliakov. L'élément remarquable de sa décoration est l'éclairage constitué par dix arbres en métal, dont les feuilles sont des luminaires à économie d'énergie, alignés sur le quai central.

Architecture et décoration
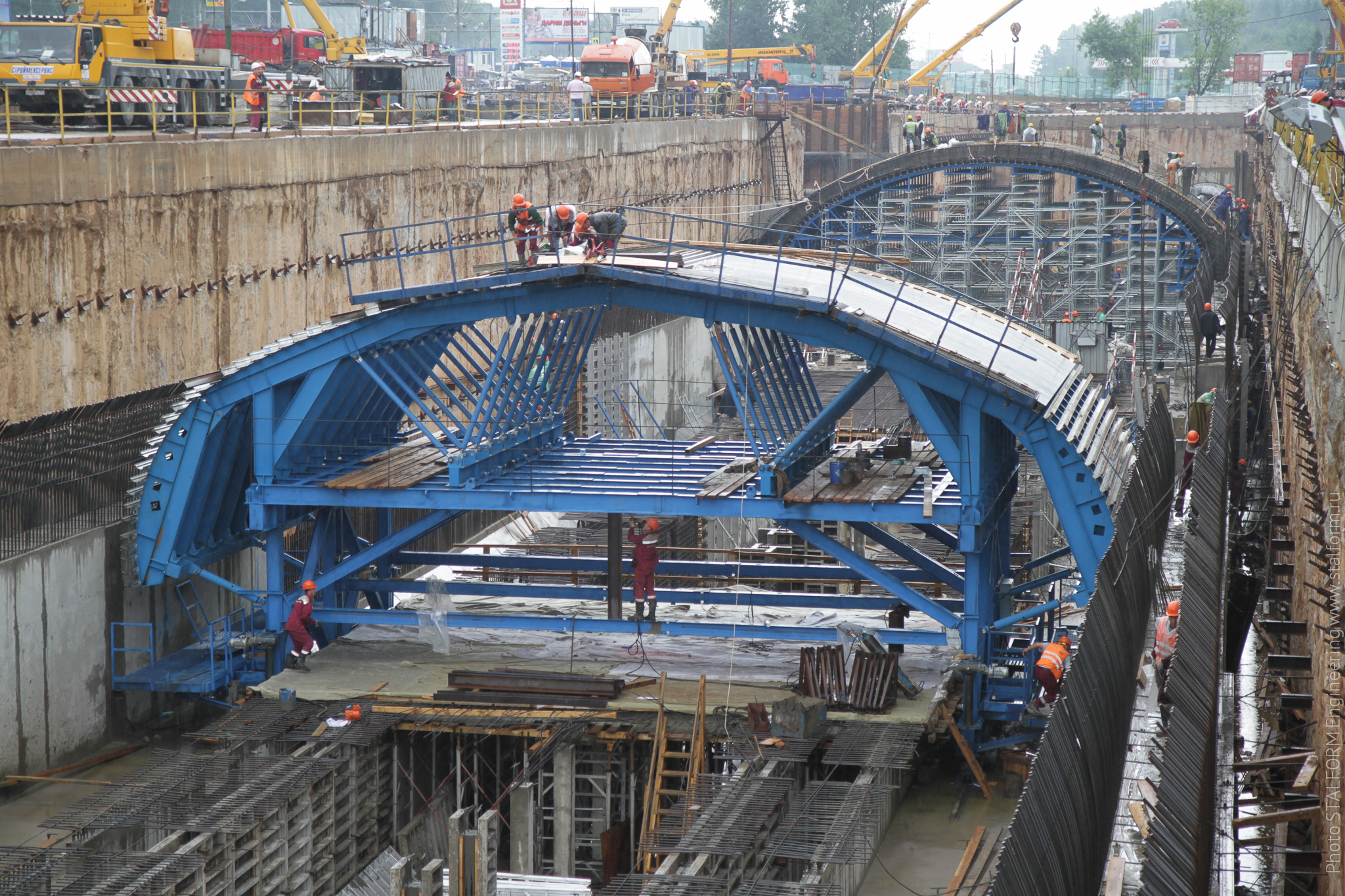
Construction à ciel ouvert.
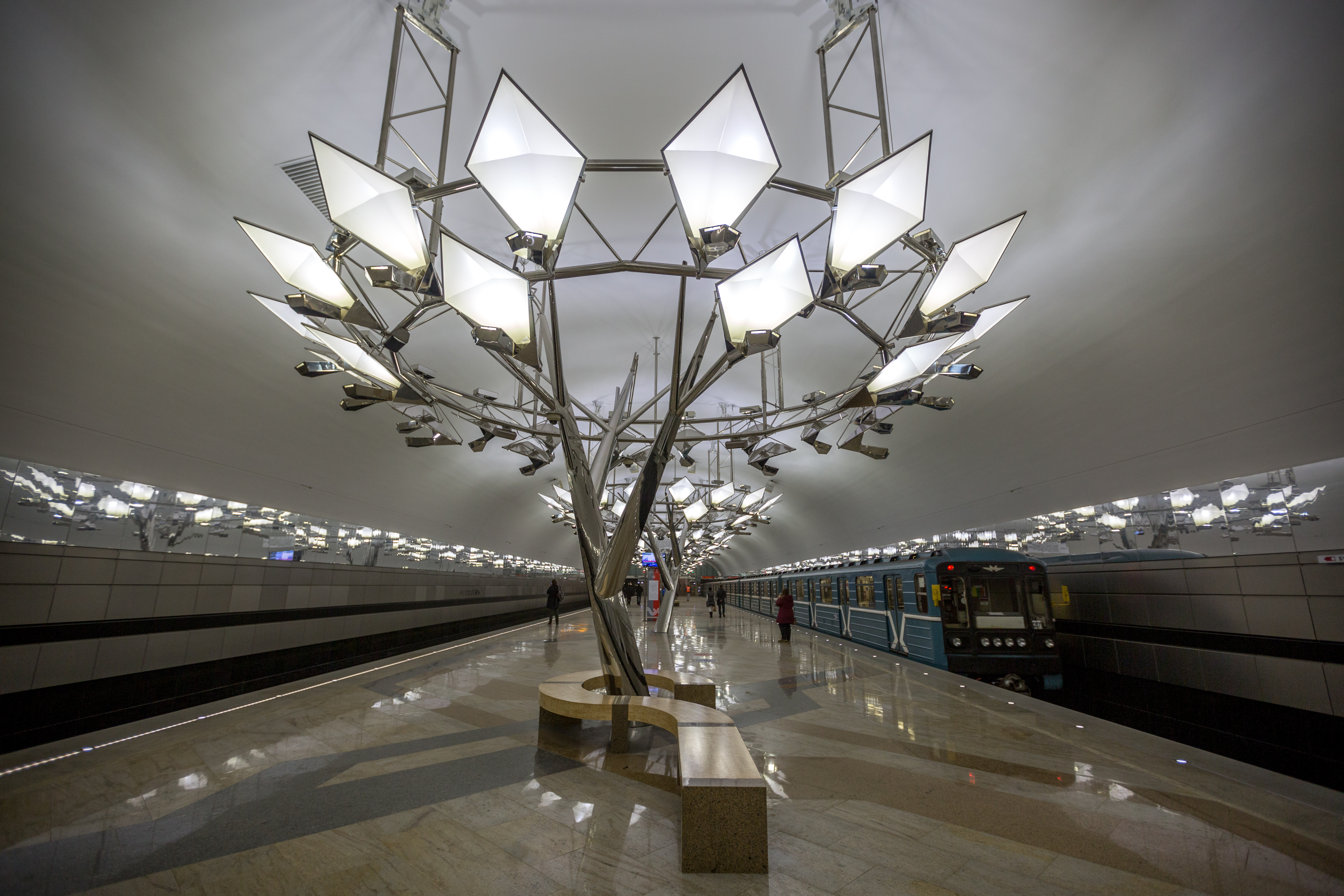
Arbres luminaires en métal.
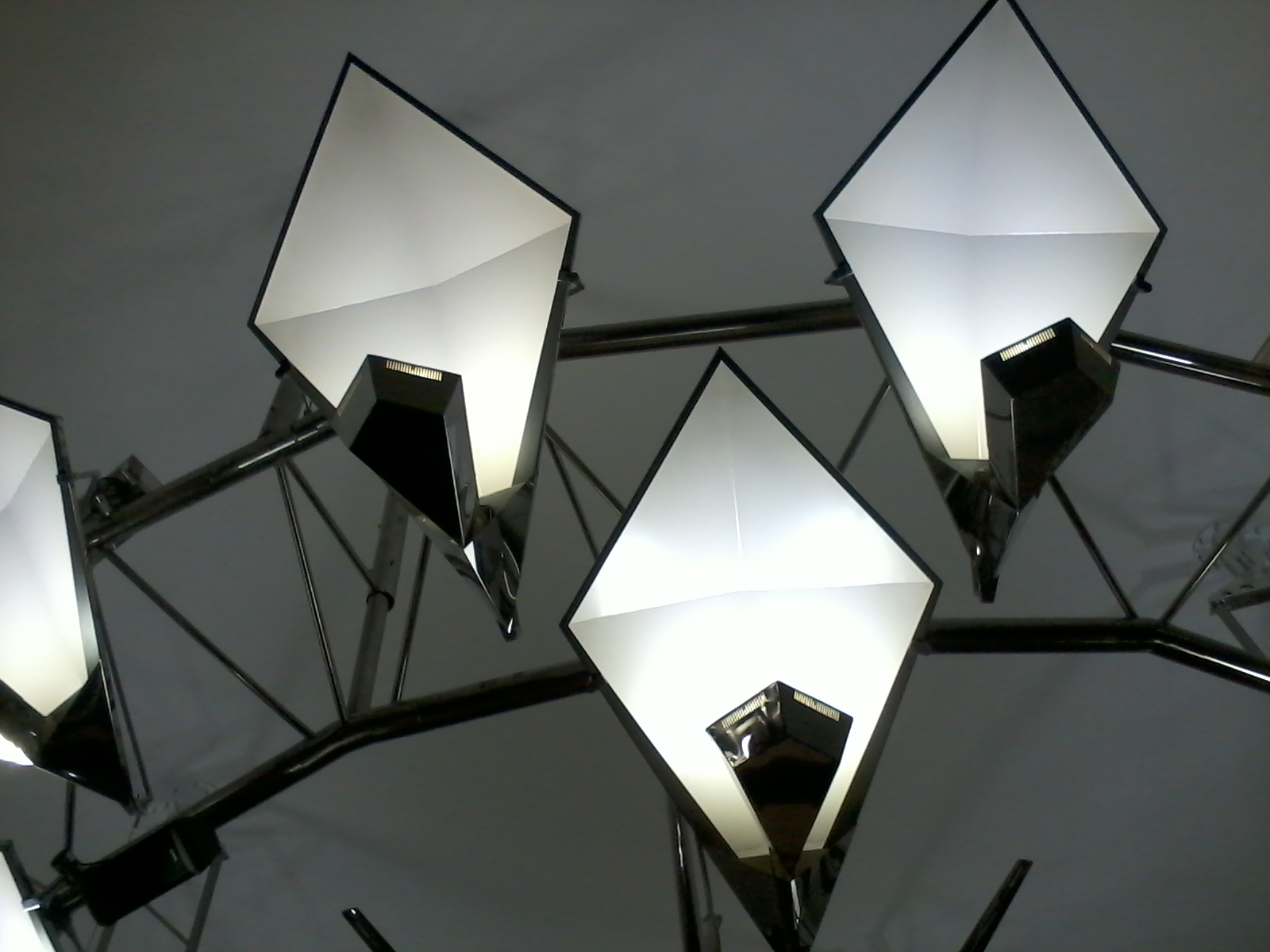
Détail luminaire.

Elle est terminus de la ligne jusqu'à l'ouverture, le 18 janvier 2016, du tronçon suivant jusqu'à la nouvelle station Roumiantsevo.